# Fachbereich Informatik der TU Darmstadt
Der Fachbereich Informatik ist ein Fachbereich der Technischen Universität Darmstadt. Er ist mit 31 Professuren und über 3.700 Studierenden in 9 Studiengängen der größte Fachbereich der Universität (Stand 2025). Mit seinen Forschungsschwerpunkten „Künstliche Intelligenz“, „Cybersicherheit & Privatheit“ sowie „Komplexe, vernetzte Systeme“ prägt er das Profil der TU Darmstadt im Forschungsfeld „Information + Intelligence“.
Die Geschichte des Fachbereichs ist wie die Geschichte der Universität durch Pioniere geprägt. Dazu zählen zum Beispiel Wolfgang Bibel, Johannes Buchmann und Robert Piloty. 9 Preisträger der Konrad-Zuse-Medaille, der höchsten Auszeichnung für Informatik in Deutschland, sind mit dem Fachbereich verbunden. Der Fachbereich war Mitbegründer des IT-Cluster-Rhein-Main-Neckar, des größten IT-Cluster Europas.

## Historie

### Die Anfänge der Informatik bis zur Gründung des Fachbereichs

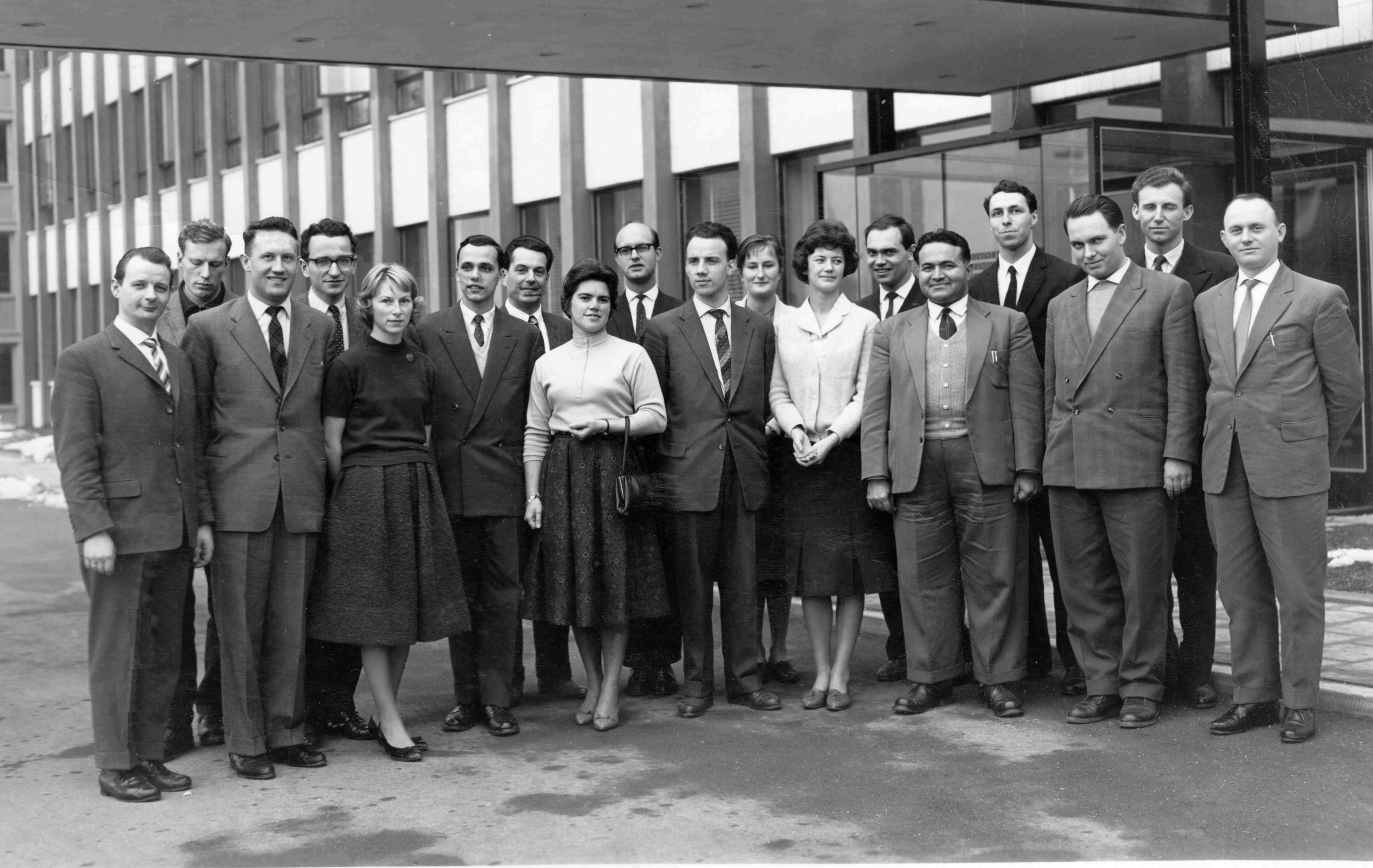
Mitarbeiter des Instituts für Praktische Mathematik (1960)

1928 wurde Alwin Walther als Professor für Mathematik an die Technische Hochschule Darmstadt berufen. Walther baute dort das Institut für praktische Mathematik (IPM) auf, das an der Abteilung für Mathematik und Naturwissenschaften angesiedelt war. In Deutschland gehen die Anfänge der Informatik auf dieses Institut zurück. Am Institut befasste man sich mit der Automatisierung von Berechnungen mithilfe mechanischer und elektromechanischer Geräten und mit der Entwicklung von Maschinen, mit deren Hilfe mathematische Probleme gelöst werden können. Eines der frühesten Ergebnisse war der Rechenschieber System Darmstadt, der vor allem im Maschinenbau weit verbreitet war. Eine weitere Entwicklung war eine elektromechanische Integrieranlage.
Nach dem Zweiten Weltkrieg konzentrierte man sich zunehmend auf die Entwicklung von elektronischen Rechenanlagen. Aufgrund des Renommees, das die TH Darmstadt zu diesem Zeitpunkt in der Rechenautomatenforschung hatte, fand der erste im deutschsprachigen Raum abgehaltene Kongress zum Fachgebiet Informatik (elektronische Rechenmaschinen und Informationsverarbeitung) mit internationaler Beteiligung im Oktober 1955 an der TH Darmstadt statt. Mithilfe der Deutschen Forschungsgemeinschaft entstand der Darmstädter Elektronischer Rechenautomat (DERA), der 1959 fertiggestellt wurde. Seine Rechenkapazität war damals in Europa einzigartig. Zwei Jahrzehnte vor der Erfindung von Programmiersprachen, wurden auf der Rechenstation Algorithmen getestet und erfolgreich bei der Bearbeitung von Problemen aus der Industrie eingesetzt.
1956 konnten sich die ersten Studenten am DERA mit den Problemen von Rechenautomaten befassen. Zeitgleich wurden an der TH Darmstadt die ersten Programmiervorlesungen und -Praktika angeboten. 1957 sorgte Walther dafür, dass die TH Darmstadt einen IBM 650 bekam, den zu diesem Zeitpunkt leistungsfähigsten Computer. Damit war die TH Darmstadt die erste Universität in Deutschland mit einem Großrechner. Auf Walthers Bestreben hin wurde 1961 das Deutsche Rechenzentrum (DRZ), das erste Großrechenzentrum in Deutschland, in Darmstadt gegründet, mit dem die TH Darmstadt eine Kooperation einging, um mathematisch-technische Assistenten auszubilden. 1966 wurde Walther emeritiert.
Die Elektrotechnik hatte auch einen großen Einfluss auf die Informatik an der Technischen Hochschule Darmstadt (TH Darmstadt). 1964 wurde Robert Piloty auf den Lehrstuhl Datentechnik an der TH Darmstadt berufen. Deutschland mangelte es in den 1960er Jahren an Wettbewerbsfähigkeit im Gebiet der Datenverarbeitung (DV). Um dem entgegenzuwirken, verabschiedete der Bundesausschuss für wissenschaftliche Forschung am 26. April 1967 das Programm für die Förderung der Forschung und Entwicklung auf dem Gebiet der Datenverarbeitung für öffentliche Aufgaben. Für die Umsetzung war der so genannte „Fachbeirat für Datenverarbeitung“ zuständig, der überwiegend aus Vertretern der Hochschulen und außeruniversitären Forschungseinrichtungen bestand. Auf der siebten Sitzung des Fachbeirates am 15. November 1967 signalisierte Karl Ganzhorn, der zu dem Zeitpunkt für Forschung und Entwicklung bei IBM Deutschland zuständig war, die Probleme der Industrie, Fachpersonal zu finden. Der Direktor des Instituts für Nachrichtenverarbeitung an der TH Darmstadt, Piloty, wies darauf hin, dass die deutschen Hochschulen dafür zuständig seien, qualifiziertes Personal auszubilden. Daraufhin bildete sich der Ausschuss „DV-Lehrstühle und -Ausbildung“. Den Vorsitz übernahm Piloty. Der Ausschuss formulierte Empfehlungen für die Ausbildung von Informatikern, welche die Einrichtung eines Studiengangs der Informatik an mehreren Universitäten und Technischen Hochschulen vorsahen. An der Technischen Hochschule Darmstadt arbeitete Piloty mit Winfried Oppelt an einem Studienplan „Informatik“, der ingenieurwissenschaftlich geprägt war. Es lag bereits ein anderer Studienplan mit dem Namen „Diplom-Ingenieur Informatik (Mathematik)“ vor, der von der Fakultät für Mathematik und Physik stammte und eine stärkere Betonung der Softwaretechnik vorsah. Jedoch war die Fakultät für Elektrotechnik die treibende Kraft, weswegen noch im selben Jahr erstmals ein Studiengang deutschlandweit, der auch den Namen Informatik trug, auf Grundlage von Pilotys und Oppelts Studienordnung an der Fakultät für Elektrotechnik eingerichtet wurde. 1969 folgte die Fachrichtung „Datentechnik (Technische Informatik)“ am Fachbereich Regulierungs- und Datentechnik und 1970 ein Mathematikstudiengang, das mit dem Grad „Diplomingenieur im Fach Mathematik mit Schwerpunkt Informatik“ abschloss. 1971 entstand die erste Diplomarbeit, 1975 die erste Doktorarbeit und 1978 wurde die erste Habilitation abgeschlossen.
Im Frühjahr 1969 hatten Hartmut Wedekind und Robert Piloty zusammen eine mehrwöchige Reise durch die USA unternommen, um die dortigen Fakultäten für Informatik zu studieren. Zur Konstituierung des Fachbereichs Informatik wurde dann am 7. Juli 1969 der Gründungsausschuss Informatik (GAI) eingeführt. Später erfolgte die Ablösung des Ausschusses durch eine kommissarische Fachbereichskonferenz. Diese tagte zum ersten Mal am 15. Mai 1972, sodass an dem Tag dann offiziell der Fachbereich Informatik entstand. Dessen erster Dekan wurde Wedekind. Piloty erhielt für seine Leistungen 1989 die Konrad-Zuse-Medaille.

### Geschichte der Wirtschaftsinformatik
Die Geschichte der Wirtschaftsinformatik geht auf Peter Mertens zurück, der Wirtschaftsingenieurwesen an der Technischen Hochschule Darmstadt (TH Darmstadt) studiert hat. Seine Habilitationsschrift war die erste Habilitationsschrift zum Fachgebiet Wirtschaftsinformatik im deutschsprachigen Raum. 1968 wurde Peter Mertens auf den ersten auf betriebliche Datenverarbeitung ausgerichteten Lehrstuhl im deutschsprachigen Raum an die Johannes-Kepler-Universität Linz berufen. Im selben Jahr vertrat Hartmut Wedekind, ehemaliger Systemberater bei IBM Deutschland, erstmals den Lehrstuhl für Betriebswirtschaftslehre an der TH Darmstadt. Zwei Jahre später wurde er auf den Lehrstuhl für Betriebswirtschaftslehre und Datenverarbeitung der TH Darmstadt berufen. Wedekind arbeitete an Datenbanksystemen und deren betriebliche Anwendungen und leitete bereits 1971 über das „Überregionale Forschungsprogramm Informatik“ die Forschungsgruppe „Datenverwaltungssysteme I“, die sich mit Datenbanken im betrieblichen Kontext beschäftigte. Es war die erste größere Forschungsgruppe, die sich der Themen der Wirtschaftsinformatik annahm. 1976 führte dann die TH Darmstadt den ersten Studiengang für Wirtschaftsinformatik in Deutschland ein. Der Studiengang ist am Fachbereich Rechts- und Wirtschaftswissenschaften angesiedelt.

### Geschichte der Künstlichen Intelligenz

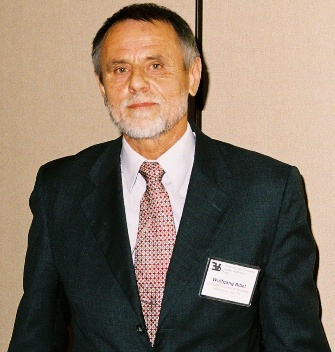
Wolfgang Bibel (2006)

Die Geschichte der Künstlichen Intelligenz geht mit der Berufung von Wolfgang Bibel einher, der von Professoren der Technischen Universität München abgewiesen worden war, weil sie nicht an die Zukunft des Fachgebiets Künstliche Intelligenz glaubten. Im Wintersemester 1985/1986 vertrat Bibel erstmals den Lehrstuhl an der Technischen Hochschule Darmstadt (TH Darmstadt), auf die ihn später die Universität berufen hat. Für die Vertretungsprofessur engagierte sich Hans-Jürgen Hoffmann, Professor für „Programmiersprachen und Übersetzer“. Den Ruf an die TH Darmstadt nahm Bibel am 1. Oktober 1988 an und wurde Professor für Intellektik am Fachbereich Informatik. Zu diesem Zeitpunkt war Bibel bereits 50. Die TH Darmstadt war der 16. Arbeitgeber und auch der letzte von Bibel. Es war auch für Bibel das erste stabile Arbeitsumfeld, indem er normal arbeiten konnte, denn vorher wurde ihm die Arbeit an der TU München erschwert. Bibel gehört zu den Gründern des Gebietes Künstlichen Intelligenz in Deutschland und Europa. Er baute die notwendigen Institutionen, Konferenzen und wissenschaftlichen Fachzeitschriften auf und sorgte für die notwendigen Forschungsprogramme, damit sich das Fachgebiet der Künstlichen Intelligenz etablieren konnte. Für das akademische Jahr 1991/1992 übernahm er das Amt als Dekan des Fachbereichs Informatik der TH Darmstadt. Er führte in der Zeit in drei Berufungskommissionen den Vorsitz. Darunter waren Oskar von Stryk und Karsten Weihe. In seiner Zeit baute er zudem seine Forschungsgruppe weiter auf und machte die Technische Universität Darmstadt zu einer der führenden Universitäten für Künstliche Intelligenz weltweit. Das wissenschaftlich herausragendste Projekt war das von der Deutschen Forschungsgemeinschaft geförderte nationale Schwerpunktprogramm Deduktion. Das Projekt führte dazu, dass Deutschland eine führende Position in der Künstlichen Intelligenz einnahm. Seit 2004 ist er Professor emeritus. Seine Abschiedsvorlesung hielt er am 13. Februar 2004. Stand 2017 wurden fünfundzwanzig seiner Doktoranden oder Mitarbeiter Professoren, sodass ein Großteil der heutigen Deutschen KI-Forscher Absolventen der TU Darmstadt sind. Für seine Leistungen wurde er von der Gesellschaft für Informatik als einer der zehn prägenden Köpfe der deutschen KI-Geschichte ausgezeichnet. Er wurde auch als einer der ersten Fellows der Association for the Advancement of Artificial Intelligence (AAAI) ausgezeichnet.
Auf Bestreben von Constantin Rothkopf, Professor für Psychologie der Informationsverarbeitung, entstand an der TU Darmstadt das Centre for Cognitive Science (CCS), dessen Gründungsdirektor Rothkopf wurde. An dem Zentrum arbeiten Forschungsgruppen aus verschiedenen Disziplinen. Im gleichen Zeitraum gründete Kristian Kersting, Professor für Künstliche Intelligenz und Maschinelles Lernen, dann die Initiative Artificial Intelligence at TU Darmstadt (AI•DA), ein einzigartiges Modell, das verschiedene Forschungsgruppen koordiniert, um die Entwicklung der Künstlichen Intelligenz voranzutreiben. Kersting wurde 2019 für seine wissenschaftlichen Leistungen als Fellow der European Association for Artificial Intelligence (EurAI) und der European Laboratory for Learning and Intelligent Systems (ELLIS), die europäische Organisation für maschinelles Lernen, ausgezeichnet. 2019 wurde die TU Darmstadt als Gründungsstandort von ELLIS ausgewählt mit dem Ziel ein KI-Spitzenforschungsinstitut zu errichten. Die Entscheidung, die internationale Wissenschaftler getroffen haben, richtete sich nach der wissenschaftlichen Exzellenz in dem Gebiet.

### Geschichte der IT-Sicherheit

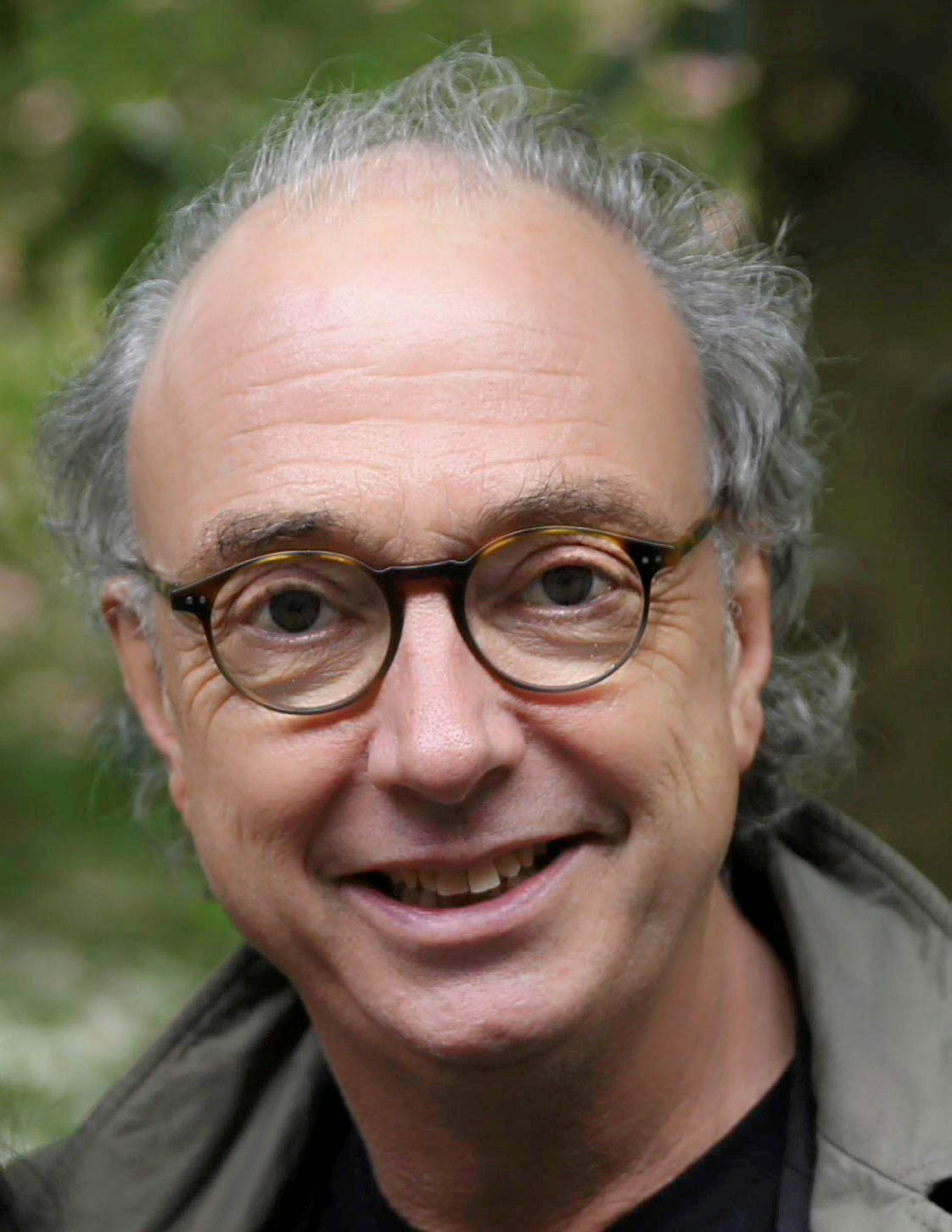
Johannes Buchmann (2016)

1996 wurde Johannes Buchmann auf den Lehrstuhl für Theoretische Informatik berufen. Die Berufung gilt als die Geburtsstunde der IT-Sicherheit an der Technischen Hochschule Darmstadt (TH Darmstadt). Drei Jahre später gründeten die Darmstädter Universitäten und Forschungseinrichtungen das Competence Center for Applied Security Technology (CAST), das größte Netzwerk für Cybersicherheit im deutschsprachigen Raum. Es war zunächst ein Forum, das 2003 in einen eigenen eigenständigen Verein umgewandelt wurde. 2001 folgte dann die zweite Professur für IT-Sicherheit. Claudia Eckert, die gleichzeitig von 2001 bis 2011 das Fraunhofer SIT leitete, wurde zur Professorin für Sicherheit in der Informationstechnik an der Technischen Universität Darmstadt ernannt. Es handelte sich um eine Stiftungsprofessur der Horst Görtz Stiftung. Die Institutionalisierung der IT-Sicherheit erfolgte 2002 mit der Gründung des Darmstädter Zentrums für IT-Sicherheit (DZI), das 2008 zum Center for Advanced Security Research Darmstadt (CASED) wurde. Federführend waren Buchmann und Eckert. Gründungsdirektor von CASED war Buchmann. 2010 wurde Michael Waidner Direktor des Fraunhofer SIT. Auf die Bemühungen von Buchmann und Waidners hin wurde 2011 das European Center for Security and Privacy by Design (EC SPRIDE) gegründet. CASED und EC SPRIDE waren Teil von LOEWE, dem Forschungsexzellenzprogramm des Landes Hessen.
2012 errichtete Intel das Intel Collaborative Research Institute for Secure Computing an der Technischen Universität Darmstadt. Es war die erste kooperative Forschungseinrichtung für IT-Sicherheit, die Intel außerhalb der Vereinigten Staaten errichtet hat. Zwei Jahre später errichtete die Deutsche Forschungsgemeinschaft (DFG) den Sonderforschungsbereich „CROSSING - Cryptography-Based Security Solutions“ an der Technischen Universität Darmstadt, der sich mit kryptographiebasierten Sicherheitslösungen beschäftigt. Der erste Sprecher von CROSSING war Buchmann.
2015 fusionierten CASED und EC SPRIDE zum Center for Research in Security and Privacy (CRISP), seit 2019 umbenannt in Athene, die größte Forschungseinrichtung für IT-Sicherheit in Europa. Im gleichen Jahr richtete die Deutsche Forschungsgemeinschaft das Graduiertenkolleg Privatheit und Vertrauen für Mobile Nutzer auf Bestreben von Max Mühlhäuser ein. Ein Jahr später beschloss das Bundesministerium der Finanzen, die Region um Darmstadt zu einem herausragenden Ort für den digitalen Wandel der Wirtschaft zu machen. Das Bundesministerium der Finanzen hat in der Region die Zentren „Digital Hub Cybersecurity“ und „Digital Hub FinTech“ eingerichtet, die der Vernetzung von Unternehmen, Forschungseinrichtungen und Start-ups dienen sollen. CRISP wurde zum 1. Januar 2019 zum Nationalen Forschungszentrum für angewandte Cybersicherheit aufgewertet.
Johannes Buchmann und sein Team begründeten international das Gebiet der Postquanten-Kryptographie. In einem weltweiten Wettbewerb, das das National Institute of Standards and Technology auslobte, wurde das Signaturverfahren XMSS, das ein Team um Buchmann entwickelte, 2018 der erste internationale Standard für Post-Quantum-Verfahren. XMSS ist das erste zukunftssichere und praktische Signaturverfahren mit minimalen Sicherheitsanforderungen. Die Arbeiten daran begannen 2003. Für seine Leistungen erhielt Buchmann 2017 die Konrad-Zuse-Medaille.

#### Geschichte des Fraunhofer-Instituts für Sichere Informationstechnologie in Darmstadt
Die Geschichte des Fraunhofer-Instituts für Sichere Informationstechnologie (Fraunhofer SIT) reicht bis ins Jahr 1961 zurück, als das Deutsche Rechenzentrum (DRZ) auf Bestreben von Alwin Walther in Darmstadt gegründet wurde. Damals war das Deutsche Rechenzentrum mit einem der leistungsfähigsten Großrechner Deutschlands ausgestattet und damit das erste Großrechenzentrum in Deutschland. Besonders am DRZ war, dass es von Universitäten und wissenschaftlichen Einrichtungen zu Forschungszwecken genutzt werden konnte. Nachdem das Arpanet sich immer weiter verbreite, rückte die Kommunikation zwischen den Maschinen in den Mittelpunkt der Forschung in der DRZ. Das DRZ hatte sich 1973 mit anderen Forschungseinrichtungen auf diesem Gebiet zur Gesellschaft für Mathematik und Datenverarbeitung (GMD) zusammengeschlossen. Die Gesellschaft gründete das Institut für Datenfernübertragung, das 1992 in Institut für Telekooperationstechnik umbenannt wurde. Unter der Leitung von Heinz Thielmann beschäftigte sich das Institut zunehmend mit Fragen der IT-Sicherheit und mit dem Aufkommen des Internets wurde die IT-Sicherheit immer wichtiger, so dass es 1998 in Institut für Sichere Telekooperation umbenannt wurde. Im Jahr 2001 fusionierte die GMD mit der Fraunhofer-Gesellschaft. Aus dem Institut für Sichere Telekooperation wurde dann 2004 das Fraunhofer-Institut für Sichere Informationstechnologie (Fraunhofer SIT). Gründungsdirektorin war Claudia Eckert, die gleichzeitig Horst-Görtz-Stiftungsprofessorin für Sicherheit in der Informationstechnik an der Technischen Universität Darmstadt war.

### Geschichte der Graphischen Datenverarbeitung

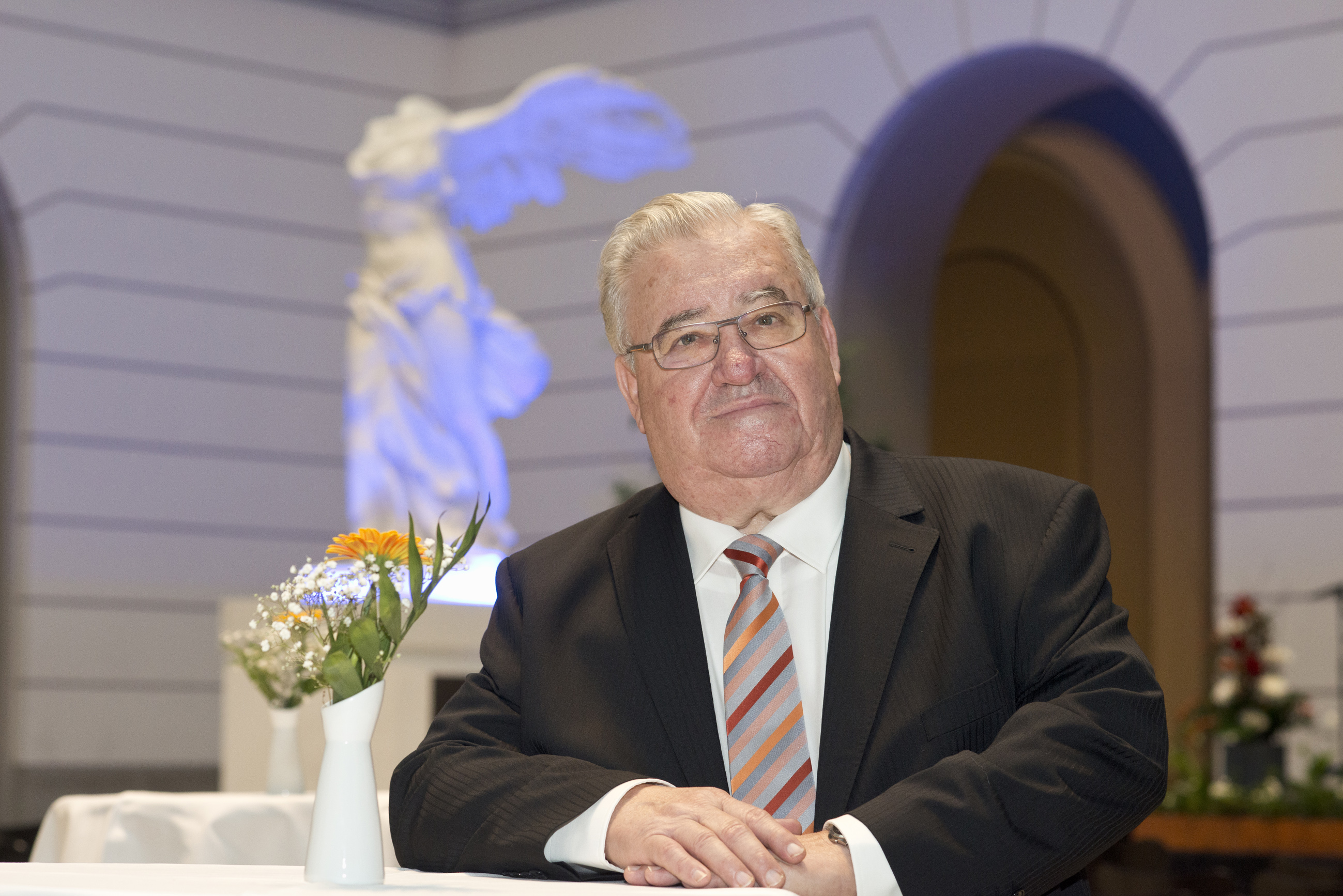
José Luis Encarnaçāo (2014)

1975 gründete José Luis Encarnação die Forschungsgruppe Graphisch-Interaktive Systeme (GRIS) am Fachbereich Informatik der Technischen Hochschule Darmstadt. 1977 führten er und seine Forschungsgruppe das Graphische Kernsystem (GKS) als ersten ISO-Standard für Computergrafik ein (ISO/IEC 7942). GKS erlaubt Grafikanwendungen geräteunabhängig laufen zu lassen. Es können Bilder erstellt und manipuliert werden und die Bilder sind zum ersten Mal auch portabel. 1984 gründete Encarnação das Zentrum für Graphische Datenverarbeitung in Darmstadt. Eine aus dieser Zusammenarbeit hervorgegangene Arbeitsgruppe wurde von der Fraunhofer-Gesellschaft übernommen und daraus entstand 1987 das Fraunhofer-Institut für Graphische Datenverarbeitung (Fraunhofer IGD). Gründungsdirektor des Fraunhofer IGD war José Luis Encarnação. Das Institut war eines der ersten Forschungsinstitute, die sich mit Internet-Technologien beschäftigte. Für seine Leistungen erhielt José Luis Encarnação 1997 die Konrad-Zuse-Medaille.

## Forschung am Fachbereich

### Forschungsschwerpunkte
Zu den Forschungsschwerpunkten des Fachbereichs gehören:
- Cybersicherheit & Privatheit
- Komplexe, vernetzte Systeme
- Künstliche Intelligenz

### Drittmittel
Laut dem Förderatlas 2018 der Deutschen Forschungsgemeinschaft (DFG) erhielt die Technische Universität Darmstadt in dem untersuchten Zeitraum von 2014 bis 2016 die höchsten Fördermittel der DFG im Fachgebiet Informatik. Die DFG wählt in einem wettbewerbsorientierten Auswahlverfahren die besten Forschungsprojekte von Forschern an Universitäten und Forschungseinrichtungen aus und finanziert sie. Damit ist der Fachbereich führend in Deutschland.

### Roboter

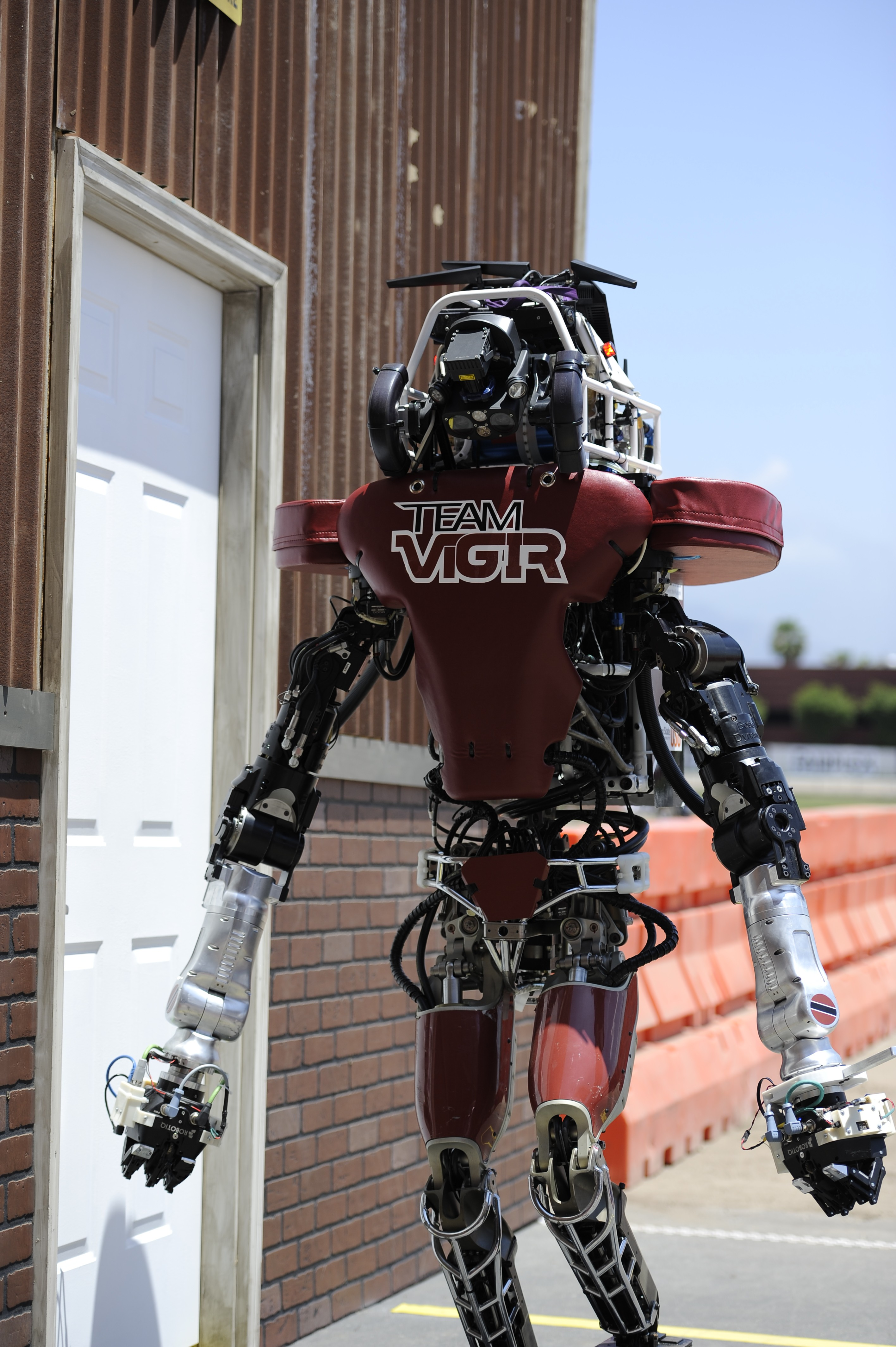
Roboter Florian von Team ViGIR bei der DARPA Robotics Challenge 2015

Der Such- und Rettungsroboter Hector (Heterogeneous Cooperating Team Of Robots) der Technischen Universität Darmstadt trat 2014 beim RoboCup, dem ältesten und weltweit größten Wettbewerb für intelligente Roboter in unterschiedlichen Anwendungsszenarien, in der Kategorie „Rescue Robot“ an und platzierte sich dort auf den ersten Platz.
2015 nahm ein Team um Oskar von Stryk bei der DARPA Robotics Challenge teil. Das Team schaffte es mit zwei Robotern in zwei verschiedenen Teams Hector und ViGIR in das Finale. Team Hector trat mit dem Roboter Johnny 05 und Team ViGIR mit dem Roboter Florian an.
2017 gewann der Roboter Argonaut, der von einem Team um Oskar von Stryk entwickelt worden war, die mit einer halben Million dotierte „ARGOS Challenge“ für intelligente Inspektionsroboter auf Öl- und Gasplattformen, die das Unternehmen Total ausgelobt hat.
2018 trat Hector beim World Robot Summit in Tokyo in der Kategorie „Plant Disaster Prevention Challenge“ an und sicherte sich auch dort den 1. Platz.

### Auszeichnungen
Die folgenden Angaben beziehen sich auf den Stand von 2019 und erheben keinen Anspruch auf Vollständigkeit:
Die Technische Universität Darmstadt ist die Universität mit den meisten Preisträgern der Konrad-Zuse-Medaille für Verdienste um die Informatik, der bedeutendsten Auszeichnung für Informatik in Deutschland. 9 Preisträger der Konrad-Zuse-Medaille sind mit der Universität verbunden: Gerhard Weikum (2021), Johannes Buchmann (2017), Markus Gross (2013), Fritz-Rudolf Güntsch (2011), Theo Härder (2001), Günter Hotz (1999), José Luis Encarnação (1997), Carl Adam Petri (1993) und Robert Piloty (1989).
Der Turing Award Preisträger Dana S. Scott ist Ehrendoktor der Universität.
Wolfgang Bibel und Wolfgang Wahlster wurden von der Gesellschaft für Informatik als prägende Köpfe der Deutschen KI-Geschichte ausgezeichnet.
Wolfgang Bibel (1990), John Alan Robinson (1990), Wolfgang Wahlster (1993), Holger H. Hoos (2015) und Frank Pfenning (2015) wurden als Fellows der Association for the Advancement of Artificial Intelligence (AAAI) ausgezeichnet. Jan Peters (2019) wurde von der IEEE mit dem IEEE Fellow ausgezeichnet.
Wolfgang Bibel (2006) und John Alan Robinson (1996) wurden mit dem Herbrand Award für herausragende Beiträge zum automatischen Theorembeweisen ausgezeichnet.
Wolfgang Bibel (1999), Wolfgang Wahlster (1999), Bernd Neumann, Torsten Schaub (2012) und Kristian Kersting (2019) wurden als Fellows der European Association for Artificial Intelligence (EurAI) ausgezeichnet.
Carl Adam Petri erhielt 2008 den Computer Pioneer Award der IEEE Computer Society für seine Arbeit zum Petri-Netz.

## Studiengänge
Studiengänge, die vom Fachbereich angeboten werden, sind:

### Bachelor
- Informatik

### Master of Science
- Informatik
- Computer Science (englischsprachig)
- Autonome Systeme und Robotik
- Artificial Intelligence and Machine Learning (englischsprachig)
- IT Security (englischsprachig)

### Lehramtsstudiengänge
- Informatik Lehramt an Gymnasien
- Bachelor of Education Informatik
- Master of Education Informatik

Daneben gibt es noch weitere Studiengänge, die der Informatik nahe sind, jedoch an anderen Fach- oder Studienbereichen angesiedelt sind. Darunter zählen die Bachelorstudiengänge Cognitive Science, Computational Engineering (CE), Informationssystemtechnik (iST), Informatik Joint und Wirtschaftsinformatik (WINF) sowie die Masterstudiengänge Cognitive Science, Computational Engineering, Informationssystemtechnik und Wirtschaftsinformatik.

## Standort
Der Fachbereich Informatik ist auf mehrere Standorte verteilt, jedoch befinden sich die Gebäude in oder um die Stadtmitte von Darmstadt.